# Stor-Åkersjön
Stor-Åkersjön är en sjö i Kramfors kommun i Ångermanland och ingår i Nätraån-Ångermanälvens kustområde. Sjön är 20 meter djup, har en yta på 1,83 kvadratkilometer och befinner sig 158,1 meter över havet. Sjön avvattnas av vattendraget Stor-Åkersjöbäcken.

## Delavrinningsområde
Stor-Åkersjön ingår i det delavrinningsområde (699401-161037) som SMHI kallar för Utloppet av Stor-Åkersjön. Medelhöjden är 203 meter över havet och ytan är 8,72 kvadratkilometer. Räknas de 3 avrinningsområdena uppströms in blir den ackumulerade arean 12,53 kvadratkilometer. Stor-Åkersjöbäcken som avvattnar avrinningsområdet har biflödesordning 2, vilket innebär att vattnet flödar genom totalt 2 vattendrag innan det når havet efter 12 kilometer. Avrinningsområdet består mestadels av skog (75 procent). Avrinningsområdet har 1,92 kvadratkilometer vattenytor vilket ger det en sjöprocent på 22 procent.